# Choir of King’s College (Cambridge)
Der Choir of King’s College, Cambridge (auch: King’s College Choir, Cambridge) ist der Chor der gleichnamigen Bildungseinrichtung und gehört zu den angesehensten und bekanntesten Vertretern der britischen Chortradition.

## Geschichte
Der Choir of King’s College wurde 1441 von König Heinrich VI., dem Gründer des King’s College, ins Leben gerufen, um den Gesang der täglichen Stundengebete und in den weiteren Gottesdiensten in der King’s College Chapel zu gewährleisten. Dies ist bis heute die Hauptaufgabe des Chors.
Bekannte Komponisten haben Auftragswerke mit liturgischer Musik für den Chor geschrieben, so Herbert Howells und John Rutter.
Von 1982 bis September 2019 wurde der Chor von Stephen Cleobury (1948–2019) geleitet. Sein Nachfolger wurde am 1. Oktober 2019 Daniel Hyde.
Ein Großteil der weltweiten Bekanntheit des Chors beruht auf der jährlich von Millionen Zuhörern verfolgten BBC-Rundfunkübertragung des Festival of Nine Lessons and Carols am Heiligabend.

## Mitglieder
Die Satzung des College sieht sechzehn Mitglieder des Chores vor. Diese sind Knaben, die an der King’s College School ihre schulische Ausbildung erhalten. Sie gehören dem Chor üblicherweise nach einer zweijährigen Probezeit vom zehnten Lebensjahr bis zum Stimmbruch an. Zudem werden seit Anfang des 20. Jahrhunderts die Männerstimmen von vierzehn Studenten des Colleges gesungen, die dafür ein Stipendium als Choral Scholars erhalten. Sie gehören dem Chor in der Regel drei Jahre bis zum ersten Examen an.

## Musikdirektor
Der Chor wird vom Director of Music geleitet, der Fellow des College ist.
In der Vergangenheit waren dies:
- 1799–1855 John Praii
- 1855–1876 William Amps
- 1876–1929: Arthur Henry Mann
- 1929–1957: Boris Ord
- 1940–1945: Harold Darke (Stellvertreter für Boris Ord während des Zweiten Weltkriegs)
- 1957–1973: Sir David Willcocks
- 1974–1982: Sir Philip Ledger
- 1982–2019: Sir Stephen Cleobury
- 2019–0000: Daniel Hyde

## Choral Scholars
Bewerber um ein Stipendium als Choral Scholar müssen nicht nur ihre musikalischen Fähigkeiten in den Choral Trials unter Beweis stellen, sondern auch einen regulären Studienplatz erhalten haben – nicht notwendigerweise in Musik, sondern in einem beliebigen Fach (ausgenommen Medizin und Architektur).
Zwei der Choral Scholars werden mit der Rolle eines Beater beauftragt, einer als Senior und einer als Junior Beater (traditionellerweise sind das der Senior Choral Scholar und sein designierter Nachfolger). Sie schlagen (engl.: to beat) den Takt (bzw. dirigieren) von innerhalb des Chorgestühls während der Psalmen und oftmals auch des Introitus des Gottesdienstes, selbst wenn der Director of Music anwesend ist.
Sehr selten kommt es vor, dass dem Chor ein nicht-studentischer Sänger als sogenannter Lay Clerk angehört; meistens dann, wenn es bei den Choral Scholars zu einer unvorhergesehenen Vakanz kommt (zum Beispiel, wenn ein Student eine vorläufige Zulassung erhalten, aber dann den erforderlichen Schulabschluss (A-Level) nicht erreicht hat). Meist handelte es sich dabei um Choral Scholars, die einwilligten, über ihr Examen hinaus ein weiteres Jahr im Chor zu bleiben.
Die Choral Scholars bilden außerhalb des Chors das Ensemble The King’s Men (früher: Collegium Regale) und singen unter diesem Namen eine breite Palette von Musik für Männerstimmen, von Alter Musik bis hin zu Barbershop (oft von gegenwärtigen oder ehemaligen Choral Scholars eigens für die Gruppe arrangiert). Geleitet wird das Ensemble normalerweise durch die beiden Beaters.
Weitere Gesangsgruppen, die aus den Choral Scholars hervorgegangen sind:
- The King’s Singers (1968–heute)
- Pange Lingua, unter der Leitung von Berty Rice (1990er Jahre)
- Polyphony (1986–heute)
- The Scholars (1960er–heute – auch als The Scholars Baroque Ensemble bekannt)

### Bekannte ehemalige Mitglieder
- Orlando Gibbons – Komponist
- Michael Chance – Kontertenor
- James Gilchrist – Tenor
- Richard Farnes – Music Director, Opera North
- Stephen Layton – Dirigent
- Edward Gardner – Dirigent, English National Opera
- Stephen Varcoe – Bariton
- Robert Tear – Tenor
- Andrew Kennedy – Tenor (Gewinner des Rosenblatt-Song-Preises beim Cardiff Singer of the World 2005)
- Andrew Davis – Dirigent
- David Willcocks
- Simon Preston – Organist und Dirigent
- Marcus Creed – Dirigent

## Organ Scholars
Die Orgel wird von zwei Organ Scholars gespielt, die wie die Choral Scholars ebenfalls Studenten des College sind. Falls der Director of Music abwesend ist, leitet einer der Organ Scholars den Chor. Eine neue Organ Scholarship wird immer dann vergeben, wenn ein Organ Scholar nach seinem Examen die Universität verlässt; auf diese Weise wird sichergestellt, dass das College immer über zwei Organisten verfügt. Für Bewerber um ein Orgelstipendium in Cambridge gilt eine Ausnahme von der Regel des UCAS-Bewerbungssystems, die eine gleichzeitige Bewerbung in Cambridge und Oxford verbietet. Seit King’s College ein koedukatives College ist, hat es vereinzelt weibliche Bewerberinnen um die Stelle eines Organ Scholars gegeben, bisher wurden die Stipendien aber ausschließlich an Männer vergeben.

## Tourneen
Das Chor unternimmt zahlreiche Tourneen. Längere Konzertreisen finden normalerweise im Sommer und während der Weihnachtsferien statt, kürzere während des gesamten Jahres. Bisherige Tourneen waren unter anderem:
- 1996 – Südafrika
- Sommer 1998 – Hongkong und Australien
- Januar 2000 – Bermuda
- April 2000 – Frankreich (Paris)
- Juli/August 2000 – Ferner Osten (Hongkong, Macau, Taipei, Tokyo) und die USA
- April 2001 – Griechenland (Athen, Thessaloniki)
- Juni 2001 – Niederlande (Haarlem)
- Juli/August 2001 – Australien
- September 2001 – Belgien
- Dezember 2001 – Frankreich (Paris)
- Sommer 2002 – Belgien
- Sommer 2003 – Deutschland
- Dezember 2003 – Niederlande
- Sommer 2004 – Hongkong
- Dezember 2004 – USA
- September 2005 – Italien
- Dezember 2005 – Schweiz, Holland und Belgien
- Januar 2006 – Italien
- Mai 2006 – Deutschland (Stuttgart)
- September 2006 – Schweden (Göteborg)
- Dezember 2006 – Ferner Osten (Korea und Singapur)
- Juni 2007 – Türkei (Istanbul Festival)
- August 2007 – Estland, Lettland und Finnland
- September 2007 – Frankreich und Deutschland

## Aufnahmen
Zu den jüngeren Aufnahmen, die beim EMI Classics Label erschienen sind, zählen:
- 1998: Rutter: Requiem
- 1999: Rachmaninov: Vespers
- 2000: Bach: Magnificat
- 2001: Best Loved Hymns
- 2001: Handel: Coronation Anthems
- 2002: Vivaldi: Gloria, Magnificat, Dixit Dominus
- 2004: Rachmaninov: Liturgy of St John Chrysostom
- 2005: Heavenly Voices
- 2005: Rutter: Gloria
- 2005: Gregorian Chant
- 2005: On Christmas Day
- 2006: Purcell: Music for Queen Mary
- 2006: Brahms: Ein Deutsches Requiem
- 2007: I Heard a Voice – Music of the Golden Age
- 2014: I Was Glad: The Immortal Sound
- 2020: Carols from King’s College Cambridge

Seit 2012 veröffentlicht der Chor seine Aufnahmen in einem eigenen Label. Die erste Veröffentlichung war eine im Oktober 2012 erschienene Doppel-CD mit einem Querschnitt von Aufnahmen des Festival of Nine Lessons and Carols aus den Jahren 2007–2012. Das 2005 erschienene Album Essential Carols wurde im UK mit einer Goldenen Schallplatte ausgezeichnet.